# اتانک
آتانک روستایی از توابع بخش مرکزی شهرستان آبیک در استان قزوین ایران است.

## جمعیت
این روستا در دهستان کوهپایه شرقی قرار دارد و براساس سرشماری مرکز آمار ایران در سال ۱۳۸۵، جمعیت آن ۱۱۵ نفر (۳۶خانوار) بوده‌است.

## زبان
مردم آتانک به زبان تاتی سخن می‌گویند.